# Delegation für die Beziehungen zu Afghanistan
Um demokratische Institutionen in Afghanistan zu stärken, wurde 2009, kurz nach den europäischen Parlamentswahlen, die Delegation für die Beziehungen zu Afghanistan (D-AF) ins Leben gerufen, die damit eine der jüngsten Delegationen des Europäischen Parlaments ist. Das Hauptaugenmerk der Delegation liegt auf Fragen zur Demokratisierung, der Regierungsarbeit, dem Rechtssystem sowie der Stärkung von Menschenrechten in Afghanistan. Durch die militärische Präsenz verschiedener Mitgliedsstaaten der Europäischen Union und aktives Eingreifen wird auch versucht die Sicherheitssituation des Landes zu verbessern.

## Geschichte
Den Weg für ein Bündnis zwischen Afghanistan und der Europäischen Union konnte durch ein 2001 in Bonn geschlossenes Übereinkommen geebnet werden. Vertieft wurde die Zusammenarbeit durch den Besuch einer Delegation des Europäischen Parlaments im Juli 2005, bei dem es vor allem um die Einschätzung der politischen Lage Afghanistans hinsichtlich der ersten afghanischen Parlamentswahlen am 18. September 2005 ging. In der Zeit der parlamentarischen Legislaturperiode zwischen 2004 und 2009 fanden vier weitere interparlamentarische Treffen statt.

## Aufbau
Die Delegation für die Beziehungen zu Afghanistan gilt als Schnittstelle zwischen dem Europäischen Parlament und dem Wolesi Jirga, dem Unterhaus des afghanischen Zwei–Kammern–Parlaments.
Sie besteht aus sieben festen Mitgliedern und einer Reihe an Vertretern. Den Vorsitz hält Petras Auštrevičius, ein litauisches Mitglied der Allianz der Liberalen und Demokraten für Europa in der Parlamentarischen Versammlung des Europarates. Seine Stellvertreter sind Eva Joly und Lars Adaktussom. Der Vorsitzende und seine Stellvertreter werden durch die Mitglieder der Delegation gewählt, die Mitglieder selbst werden durch die jeweiligen Fraktionen im Europäischen Parlament bestimmt. Die Verteilung spiegelt dabei jene des Parlaments wider.

## Delegationstreffen
Die Delegation trifft sich seit ihrem Bestehen größtenteils in Brüssel und Straßburg monatlich. Zu diesen Treffen eingeladen sind auch der afghanische Botschafter in der Europäischen Union, Mitglieder des Europäischen Auswärtigen Dienst sowie die Europäische Kommission. Weitere Gäste waren Vertreter von Think–Tanks, NGOs sowie afghanischer und internationaler Organisationen. Die Treffen finden sowohl auf afghanischen Boden wie auch an einem der Arbeitsorte des Europäischen Parlaments statt.

## Aufgaben
Zu den zentralen Aufgaben der Delegation gehören:
- politische Entwicklungen und Perspektiven für politische Regelungen zu schaffen
- das Führen von Friedensgesprächen mit den fundamentalistisch islamisch ausgerichteten Taliban
- die Kontrolle der Sicherheitssituation; auch in Hinblick auf die Rollen der NATO und EUPOL
- die Arbeit von Nichtregierungsorganisationen (NGOs)
- die Kontrolle der Regierungs- und Justizarbeit; im speziellen Hinblick auf Korruptionsbekämpfung und illegale Drogenproduktion
- die Erhaltung der Menschenrechte; mit Augenmerk auf die Rechte von Frauen und Kinder
- Erstellung einer EU–Strategie für Afghanistan
- das EU–Afghanistan Cooperation Agreement on Partnership and Development[1]